# إمي نوناكا
إمي نوناكا (باليابانية: 野中絵美؛ بالكانا: のなか えみ) هي لاعبة هوكي الجليد يابانية، ولدت في 21 أغسطس 1984.